# Le Temps de Paris
Le Temps de Paris est un ancien quotidien français, fondé par Philippe Boegner sous l'impulsion et la direction d'Antoine Pinay, édité à Paris d'avril à juillet 1956.

## Histoire

### Le rôle d'Antoine Pinay
En novembre 1954Antoine Pinay, ex-président du conseil, convoque le journaliste Philippe Boegner, directeur de Paris-Match de 1949 à 1953, puis directeur de la rédaction de Science et vie au sein du  groupe Excelsior,. Il lui propose de créer un concurrent au quotidien Le Monde.
Antoine Pinay est énervé depuis que Le Monde a publié le « rapport Fechteler » en mai 1952, rédigé entre le 10 et le 17 janvier 1952 pour le National Security Council américain, dans lequel l'amiral Fechteler s'inquiète de voir "le prolétariat organisé du nonde entier", prendre "le parti des Iraniens, des Égyptiens, et des Nord-Africains", via un "courant de sympathie" qui a "entraîné par voie de conséquence un climat de haine contre le capitalisme américain".
La période avait été marquée par la saisie d'un numéro du nouvel hebdomadaire L'Express, contenant un autre rapport confidentiel, et explosif, concernant la guerre d'Indochine, des généraux Paul Ély et Raoul Salan, destiné au gouvernement. Il avait été rédigé sous une première version secrète en février 1954, trois mois avant la chute de Dien Bien Phu, et conseillant d'évacuer les lieux, car on a sous-estimé la capacité des vietnamiens à acheminer leur artillerie sur des sommets. Le retrait avait été écarté par le ministre de la Défense, René Pleven et son secrétaire d'Etat à la Guerre, Pierre de Chevigné.
Antoine Pinay demande à Philippe Boegner de créer un concurrent capable de mettre Le Monde en difficulté. Alfred Fabre-Luce sert d'intermédiaire et des fonds sont réunis.

### Le soutien d'une partie réduite du patronat
Une partie du patronat, menée par Édouard Michelin, s'inquiète alors de la popularité de Pierre Mendès-France, favorable à la décolonisation et qui va peu après réussir celle du Maroc, d'une partie de l'Indochine, et de la Tunisie lors de sa présidence du conseil à partir de l'été 1954. 
Menée par Édouard Michelin, elle veut lui opposer la figure d'Antoine Pinay. Lors de deux entretiens, Pinay demande à Philippe Boegner de préparer la sortie d'un futur quotidien du soir, qui reprendra le nom du quotidien du matin Le Temps, titre de référence pour les questions diplomatiques et internationales avant la seconde guerre mondiale, dont l'imprimerie, l'immeuble, la typographie et le format, avaient été attribués en 1944 au quotidien Le Monde d'Hubert Beuve-Méry. 
Pour Antoine Pinay, il s'agit d'affaiblir ce dernier ,, dont les éditoriaux sur la Guerre d'Indochine et les questions coloniales irritaient une partie du patronat par la mise en place de la concurrence d'un "journal défenseur des valeurs chrétiennes et de la civilisation occidentale", qui défendra l'Atlantisme et l'Algérie française,. 
Philippe Boegner rend un premier rapport le 10 décembre 1954, une étude de marché proposant plutôt un quotidien du matin, alors qu'Antoine Pinay insistait pour le soir. Des négociations vont être engagées avec Hachette pour fusionner ce futur Temps de Paris avec un de ses autres quotidiens, Paris-Presse, en difficulté car souffrant de la concurrence avec France Soir, dirigé par Max Corre, très proche des milieux favorables à l'Algérie française.

### Les deux principaux promoteurs du projet
Les deux principaux promoteurs du projet sont Georges Morisot (1898-1969), un cadre de Michelin, et Robert André (1885-1962), ancien P-DG d'Esso-Standard, président de l'Union des chambres syndicales de l'industrie du pétrole depuis 1947, administrateur de la Compagnie française des pétroles et membre du comité supérieur du Centre des hautes études américaines.
Robert André souscrit pour 6000 actions. Robert Puiseux, gendre d'Édouard Michelin, qui contrôle aussi Simca-Citroën, et Georges Morisot prennent chacun 2000 actions, Jacques Dupuy, PDG d'Excelsior et héritier des actionnaires du Petit Parisien, est le plus gros actionnaire avec 10000 actions, le reste (41,5%) allant à des actionnaires proches de la Banque Worms, comme Roger Mouton, Henry Dhavernas, ancien inspecteur des finances, et dans une moindre mesure le duc François-Charles d'Harcourt, ancien député (4000 actions). Plusieurs sont des « vaincus de la Libération », à commencer par les membres de la famille Dupuy. 
Sont administrateurs de la société éditrice Jacques Dupuy, qui la préside, son frère Jean Dupuy, président, Morisot, Robert André, Puiseux, Boegner, Roger Mouton, Dhavernas et François d'Harcourt . 

#### Novembre 1955, le CNPF rassure Beuve-Méry
Mais globalement, seule « une fraction très réduite du patronat est engagée dans l'aventure » et dès novembre 1955, Jean Létang, qui dirige le Bulletin du CNPF, affirme ainsi à Hubert Beuve-Méry que le futur journal ne recevra pas un sou des organisations patronales. La position de l'Association de la libre entreprise est moins identifiable car lors de sa réunion fondatrice créée en 1947, Georges Morisot, membre du comité directeur, s'était chargé d'en exposer les idées.

### Dix-sept mois d'hésitation
Le passage de L'Express à la périodicité de quotidien, deux ans après sa création, retarde aussi le projet. En 1955 aussi, Jean Madiran, polémiste de la mouvance catholique intégriste, très anticommuniste, publie deux livres censés alerter l'épiscopat et le Vatican sur l'amitié, selon lui suspecte entre les dirigeants de La Vie catholique et Hubert Beuve-Méry, accusés d'être trop indulgents à l'égard du communisme sinon d'être philocommunistes,,. Au même moment, Jean Prouvost ressuscite Marie-Claire, et Europe1 est créé début de 1955, pour profiter du boom de la publicité, dont les prix affichent une hausse accélérée en 1954 et 1955.
Pinay, devenu ministre des Affaires étrangères en février 1955, s'inquiète de voir Pierre Mendès-France lancer la décolonisation peu après, estimant que Le Monde y contribue. Il déclare que ses financiers exigent un quotidien du soir, et décide d'obtenir le droit de l'appeler Le Temps.

### Les embauches
Jean Jardin, qui conseille les milieux patronaux lorsqu'il s'agit d'ouvrir les caisses noires, un « proche du président du CNPF », Georges Villiers, s'occupe du dossier après avoir été « l'un des plus proches conseillers » d'Antoine Pinay, à partir de sa résidence de Vevey, en Suisse avec son voisin Paul Morand. Ce dernier se félicite de l'embauche d'André Olivier dans les pages littérature. 
Philippe Boegner amène lui de Paris-Match, afin de couvrir la Guerre d'Algérie, un autre grand résistant, qui y couvre depuis 1953 la Guerre d'Indochine, Joël Le Tac, qui y avait servi comme capitaine en Indochine avant d'intégrer en janvier 1952 le bataillon français de l'ONU, combattant dans les batailles de Kumwha, du triangle de Fer et de T Bone de la Guerre de Corée.
Hachette et Marcel Dassault, actionnaire de Paris-Presse hésitent  à louer leur imprimerie. Il faut recourir à L'Aurore de Marcel Boussac, industriel textile, ce qui est facilité par la nomination d'André Guérin, l'un de ses journalistes, au poste de rédacteur en chef. Les Etats-Unis ne participent pas.

### Premiers numéros
Le Temps de Paris est finalement lancé avec 800 millions de francs de fonds propres (équivalent de 12 millions d'euros 2003) et un capital de 400 millions. Cinéma et affichage concentrent toute l'importante campagne de lancement car toute la presse refuse d'accueillir les publicités.
Le premier numéro sort mi-avril 1956, en pleine aggravation de la Guerre d'Algérie par le Président du Conseil Guy Mollet, contesté par Le Monde. Les affiches du Temps de Paris y font allusion : « Les défaitistes ne lisent pas le Temps de Paris ». Des incidents perturbent la distribution. Le  premier numéro bénéficie de la curiosité, avec 350000 exemplaires vendus mais 5ème à deux fois moins.

### L'échec, malgré un succès en Algérie
Puis c'est un échec : deux tiers d'invendus après une semaine, le tirage de 400000 exemplaires, surdimensionné, générant total un gouffre d'un milliard et demi de francs ,,. Le numéro du 26 avril présente côte à côte un article dénonçant les origines du Monde en 1944 et une grande photo de l'actrice américaine Kim Novak, « bombe de Cannes », qui est  « décidée à séduire Jean Cocteau ».
Malgré le succès en Algérie, où il s'en vend en mai 4 fois plus que Paris-Presse, autant que Le Monde et Le Figaro réunis, presque autant que France-Soir, le journal doit revenir de 36 à 12 pages, la pénurie de papier s'ajoutant aux pertes financières. Philippe Boegner veut  continuer mais Pinay souhaite cesser la parution après quelques semaines d'échec. Soucieux de limiter les dégâts, il a visé alors aussi le lectorat de « France-Soir », qui réagit par des primes exceptionnelles à ses vendeurs. France-Soir lance aussi un concours, très richement doté, avec pour prix des logements, face à la pénurie.
Le tirage revient à 100000 exemplaires en juin, quand Philippe Boegner implore Pinay, qui refuse, de passer en journal du matin, puis deux actionnaires revendent leur part. Jacques Dupuy est le seul à défendre une cession à Paris-Presse, tandis qu'une offre de Perrier est jugée trop défavorable .

### La fermeture
Puis le quotidien ferme en juillet, après 66 numéros alors qu'il emploie plus de 200 journalistes, dont quatre débauchés au sein de la rédaction du rival Le Monde par des salaires deux à trois fois plus élevés. Hubert Beuve-Méry n'en reprendra aucun, sauf Nicolas Vichney, après un bref passage à L’Information, et pour la rubrique scientifique. Echaudé par cette premier incursion dans la presse, Michelin attendra 21 ans pour y revenir, avec J'informe.

### Les autres tentatives
L'année suivante une autre tentative de journal, Les Débats de ce temps, visant Le Monde encore plus directement, échoue aussi.En novembre 1956, le gouvernement de Guy Mollet a retiré au Monde toute publicité d'Etat ou d'entreprise publique et lui interdit de relever son prix de vente, que le journal avait retardé face au nouveau concurrent.

## Journalistes
Ont travaillé pour Paris-Presse : 
- Philippe Boegner (directeur);
- Joël Le Tac
- Albert Ollivier
- Pierre Desgraupes
- André Guérin (rédacteur en chef)

## Sources
- Claude Bellanger, Histoire générale de la presse française, Presses universitaires de France, 1969[29],